# Battaglia di Hamra al-Asad
La battaglia di Hamra al-Asad (in arabo: غزوة حمراء الأسد), fu una Ghazwa, una battaglia alla quale partecipò Maometto. Si svolse nel 625 d.C. (anno 3 dopo l'Egira del calendario islamico) dopo la battaglia di Uhud, mentre i Quraysh stavano tornando alla Mecca.
In questa battaglia, i Meccani volevano sterminare definitivamente i musulmani dopo averli indeboliti a Uhud, impedendo loro il ritorno alla Mecca e annientandoli a Medina. Maometto riuscì a impedire questo attacco con successo.  Di conseguenza, i Meccani annullarono l'attacco e decisero di non tornare a Medina. In seguito, Maometto riuscì a prendere il sopravvento su di loro.